# Piechotek błotny
Piechotek błotny (Pteronemobius heydenii, wcześniej znany jako Pteronemobius concolor) - nielotny świerszczem, który charakteryzuje się niemal jednolitym czarnym ubarwieniem. Jego przednie skrzydła sięgają za połowę odwłoka, a na potylicy (za oczami) występują dwie słabiej lub silniej zaznaczone żółtobiałe, podłużne smugi. Czoło tego owada jest pozbawione widocznego desenia. Uda są zazwyczaj pokryte kilkoma drobnymi, białożółtymi plamkami. Gatunek ten nie posiada tylnych skrzydeł, a larwy są jaśniejsze od dorosłych osobników, w znacznej mierze brunatnobrązowe.

## Lokalizacja
Gatunek ten występuje głównie w Austrii. Pteronemobius heydenii jest gatunkiem bardzo rzadkim. W Polsce po raz pierwszy znaleziony Został w 2016 roku przez Michała Brodackiego, jako nowy gatunek dla tego kraju.
Zamieszkuje podmokłe łąki, trzęsawiska oraz pobrzeża stawów. Występuje bezpośrednio na ziemi, najczęściej między trawami lub turzycami.

## Wymiary
Długość ciała wynosi od 5,4 do 7,2 mm, a długość pokładełka to około 2,5 mm.

## Aktywność
Pteronemobius heydenii jest aktywny od maja do września. Zimuje jako nimfa lub imago.

## Pokarm
Przypuszcza się, że jego dieta składa się głównie z przegrzybiałego detrytusu.

## Podobne gatunki
W porównaniu do Nemobius sylvestris, Pteronemobius heydenii różni się zauważalnie krótszym pokładełkiem (do 7 mm) oraz ciemniejszym ubarwieniem ciała. U Nemobius sylvestris na czole pojawia się charakterystyczny deseń z jasnych linii.